# Seung Eun Kim
Seung-Eun Kim (coreano: 김승은; 17 de julio de 1974, Corea del Sur) es un artista, director y animador surcoreano-estadounidense. Ha sido nominado tres veces a los premios Emmy y tres veces a los premios Annie. Kim ha trabajado en animación desde 1996.

## Trabajos
Los aspectos más destacados de su carrera incluyen:
- Godzilla, artista de storyboard/limpieza, (1997-2000)
- Starship Troopers, artista de storyboards, (1998)
- Jackie Chan Adventures, guionista y director, (1998-2000)
- The Spider-Man, director, (2000-2001)
- The Batman, director, nominado a dos premios Annie y tres Emmy a la mejor producción animada para televisión (2003-2005)
- The Boondocks, director supervisor, (2005-2008).

También ha realizado trabajos premiados en escultura y arte de cómics, sobre todo en el cómic Hellboy: Weird Tales. Trabajó en el programa de televisión The Boondocks, y en una nueva versión de la historia del Rey Mono de Sun Wukong llamada Battle Earth: Return of the Monkey King!.